# Попов, Владимир Данилович
Влади́мир Дани́лович Попо́в (7 декабря 1949 — 6 ноября 2018) — советский и российский государственный деятель, российский публицист, журналист, писатель
 заместитель главного редактора журнала «Наш современник». Бывший начальник Управления по принудительному взысканию недоимок по налогам и сборам Государственной налоговой службы России (1996—1998). Бывший топ-менеджер газовой компании «Итера».

## Биография
Родился в селе Елбань Маслянского района Новосибирской области.
В 1972 году окончил Свердловский юридический институт, затем — Академию общественных наук при ЦК КПСС. В 1989 году в Академии общественных наук при ЦК КПСС защитил диссертацию на соискание учёной степени кандидат философских наук по теме «Социально-политические и гуманитарные проблемы взаимоотношений одноязычных социалистических и капиталистических стран в современном мире: на примере отношений ГДР-ФРГ».. Трудовую карьеру начал на Новосибирском электровакуумном заводе. Работал в Новосибирском обкоме ВЛКСМ.
Был вторым секретарём посольства СССР в ГДР.
В 1989—1990 годах работал в Государственной комиссии по экономической реформе при Совете Министров СССР.
С 1990 года работал в банковских структурах.
В 1996—1998 годах — начальник Управления по принудительному взысканию недоимок по налогам и сборам Государственной налоговой службы РФ. По состоянию на 2004 год работал топ-менеджером газовой компании «Итера» (старший вице-президент московского представительства).
В 2003 году опубликовал в газете «Завтра» серию статей о проблемах российской экономики и геополитики. Издание положительно характеризовало Попова, называя его «профессиональным менеджером», «способным управлять крупными корпоративными активами», «государственником и поборником социального государства».
В 2004 году вышла книга Попова «Последние из великороссов? Мысли о „немыслимом“». В предисловии к изданию академик Дмитрий Львов отметил у автора «способность распознавать действительный смысл, масштаб явлений и предвидеть исходы». В своих выступлениях и публикациях Попов критически оценивал экономические реформы в России 1990-х годов (назвав Ельцина «убогой фигурой, которая уничтожила страну») и политику властей в постельцинский период.
Член редколлегии газеты «Советская Россия», лауреат трёх литературных премий в публицистике, в том числе премии Вадима Кожинова.
Автор четырёх книг и более 100 публикаций по экономическим, политическим и культурным проблемам России.
В 2009 году вошёл в партийный список КПРФ на выборах в Московскую городскую думу (региональная группа кандидатов избирательного округа № 4). Был представлен как заместитель главного редактора журнала «Наш современник». Согласно поданным сведениям в избирательную комиссию, годовой доход Попова составил 10,8 млн руб., он владел банковскими счетами на сумму около 25 млн руб, долями в нескольких предприятиях и автомобилем «Chrysler».
Был женат, имел троих детей.
Умер в 2018 году. Похоронен на Востряковском кладбище.